# Jugoslaviska krigen
Jugoslaviska krigen var en serie av krig och väpnade konflikter mellan 1991 och 2001 inom området som före 1991 utgjorde landet Jugoslavien.
De jugoslaviska krigen brukar delas in i följande krig:
- Krigen under Jugoslaviens upplösande:
  1. Kriget i Slovenien (1991)
  2. Kriget i Kroatien (1991–1995)
  3. Kriget i Bosnien och Hercegovina (1992–1995)
- Konflikten i och omkring Kosovo:
  1. Kriget i Kosovo (1998–1999)
- Övriga konflikter:
  1. Konflikten i Makedonien 2001 (2001)
  2. Konflikten i södra Serbien 2001 (2001)
- Nato-kampanjer mot Serbien och Serbiska republiken:
  1. Nato-bombningar av Republika Srpska (1995)
  2. Nato-bombningar av Jugoslavien (1999)

## Jugoslaviens upplösning
Jugoslaviens upplösning hänvisar till en rad konflikter och politiska omvälvningar som från juni 1991 och framåt resulterade i upplösningen av SFR Jugoslavien.
SFR Jugoslavien var mångnationell och mångkulturell federation som sträckte sig från Centraleuropa till Balkan - en region med en historia av etniska konflikter. Landet bestod av sex regionala republiker och två autonoma provinser som var fördelade längs ungefärliga etniska linjer och som på 1990-talet splittrades upp i flera självständiga länder. Dessa åtta federala enheter var de sex republikerna: Slovenien, Kroatien, Bosnien och Hercegovina, Makedonien, Montenegro, Serbien och två autonoma provinser inom Serbien: Kosovo och Vojvodina.
Efter diktatorn Josip Broz Titos död 1980 växte nationalismen. År 1987 blev serbiske politikern Slobodan Milošević president i landet. Han avskaffade Kosovos självstyre och ville bilda ett "Storserbien". Regionerna Kroatien, Bosnien Hercegovina, Slovenien och Kosovo motsatte sig detta och bröt sig ut som självständiga nationer under början av 1990-talet. Serbien var emot detta och förklarade krig mot de självutropade staterna.

## Tiodagarskriget (Slovenien)
Tiodagarskriget (slovenska: Desetdnevna vojna) eller Slovenska självständighetskriget (slovenska: Slovenska osamosvojitvena vojna), var ett krig mellan Slovenien och det dåvarande Jugoslavien som varade mellan den 27 juni och den 6 juli 1991. Kriget föranleddes av att Slovenien, mot den jugoslaviska centralmaktens vilja, utropade sin självständighet.
I samband med att Slovenien utropade sin självständighet så tog man även kontroll över de yttre gränsövergångarna som hittills kontrollerats av Jugoslavien. Den jugoslaviska armén stationerad i Slovenien försökte återta kontrollen vilket resulterade i väpnad konflikt. Man kan säga att de strider mellan Jugoslaviens armé och de Slovenska territoriella försvaret samt poliser som uppstod kan räknas som startskottet för de jugoslaviska krigen. Kriget varade i tio dygn med Slovenien som segrare. Under kriget angreps huvudstaden Ljubljana med flyg. Sloveniens styrkor belägrade även jugoslaviska arméförläggningar. 18 slovenska och 44 jugoslaviska soldater dödades under kriget.

## Kroatiska självständighetskriget

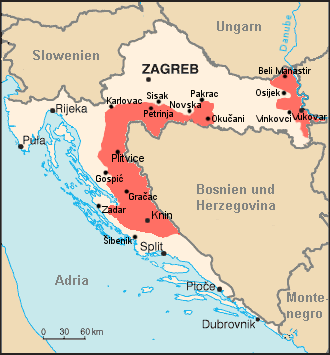
Områdena som Republika Srpska Krajina tog under 1991-1992.

Kroatiska självständighetskriget utkämpades 31 mars 1991–12 november 1995 mellan styrkor lojala mot den kroatiska regeringen – som hade förklarat sin självständighet från Socialistiska federationen Jugoslavien (SFR Jugoslavien) – och den serb-kontrollerade Jugoslaviska folkets armé (JNA) och lokala serbiska styrkor, där JNA upphörde sina militäroperationer i Kroatien 1992. I Kroatien kallas kriget i första hand "Hemlandskriget" (Domovinski rat) och även som "Storserbiska aggressionen" (Velikosrpska agresija). I serbiska källor är "Kriget i Kroatien" (Rat u Hrvatskoj) den vanligaste termen. Runt 15 000 civila dödades.
Inledningsvis var det ett krig mellan kroatiska polisen och serber som bodde i Republiken Kroatien. Då JNA kom under större serbiskt inflytande i Belgrad, började många av dess enheter hjälpa serberna strida i Kroatien. Den kroatiska sidan siktade på att upprätta en suveränt stat oberoende av Jugoslavien, och serberna, stödda av Serbien, motsatte sig utbrytning och ville att Kroatien skulle förbli en del av Jugoslavien. Serberna sökte nya gränser i områdena av Kroatien med serbisk majoritet eller betydande minoritet, och försökte att erövra så mycket av Kroatien som möjligt. Målet var främst att stanna kvar i samma skick med resten av den serbiska nationen, vilket tolkades som ett försök att bilda ett "Storserbien" av kroater (och bosniaker).
År 2007 återlämnade Internationella krigsförbrytartribunalen för det forna Jugoslavien (ICTY) en fällande dom mot Milan Martić, en av de serbiska ledarna i Kroatien, och påstod att han var i maskopi med Slobodan Milošević och andra för att skapa en "enad serbisk stat".År 2011 beslutade ICTY att de kroatiska generalerna Ante Gotovina och Mladen Markač var en del av ett gemensamt kriminellt företag i den militära och politiska ledningen i Kroatien vars mål var att köra ut Krajinaserberna ur Kroatien i augusti 1995 och återbefolka området med kroatiska flyktingar. De båda generalerna överklagade den fällande domen och den 16 november 2012 fann rätten dem oskyldiga till samtliga åtalspunkter. Rätten avfärade idén om att det skulle ha förekommit ett "gemensamt kriminellt företag" i syfte att fördriva den serbiska befolkningen ur landet och de båda generalerna försattes omedelbart på fri fot.
Hatet mellan kroater och serber växte snabbt och de två folken kände sig mer som rivaler än som grannar. Politiska nationalister från båda sidor piskade upp en hatisk stämning med hjälp av propaganda. På den serbiska sidan rekryterades kommandosoldater bland annat från nationalistiska supporterskaror (fotboll) i Belgrad.. Ustašaveteraner från andra världskriget återvände från exil och sågs som hjältar. Flera incidenter som till slut ledde till krig inträffade under 1990 och 1991. Mest känd av dessa är "Plitvices blodiga påsk".

### Folkomröstningen om Kroatiens självständighet 1991
Folkomröstningen om Kroatiens självständighet 1991 (kroatiska: Referendum o hrvatskoj samostalnosti) var en folkomröstning som ägde rum den 19 maj 1991 i Kroatien, då formellt en av de sex delstater som utgjorde Jugoslavien. Folkomröstningen handlade om huruvida den dåvarande socialistiska republiken Kroatien skulle lämna federationen och bli en suverän stat eller stanna kvar inom den samma. Sedan 93,24 % av röstdeltagarna röstat för oavhängighet utropande landet formellt sin självständighet den 25 juni 1991.

### Serbiska republiken Krajina
Serbiska republiken Krajina, (serbiska: Република Српска Крајина, Republika Srpska Krajina, förkortat RSK) var en icke internationellt erkänd republik som under det kroatiska självständighetskriget 1991–1995 utropades på kroatiskt territorium av kroatienserber.

### Operation Blixt
Operation Blixt (kroatiska: Operacija Bljesak) var en offensiv militär operation som genomfördes av den kroatiska armén under det kroatiska självständighetskriget. Operationen genomfördes i början av maj 1995 och dess mål var att återerövra de områden i västra Slavonien som intagits av de serbiska separatisterna och som av dessa införlivats i Serbiska republiken Krajina under striderna 1991.

#### Resultat
Kroatien återtar omkring 500 km² territorium

### Operation Maslenica
Operation Maslenica (kroatiska: Operacija Maslenica) var en offensiv som utfördes av den kroatiska armén i nordvästra Dalmatien mot serbiska styrkor i januari 1993.

#### Resultat
Kroatisk taktisk seger

### Operation Mistral
Operation Mistral var en offensiv som genomfördes av Hrvatsko vijeće obrane (HVO) och den reguljära kroatiska armén i västra Bosnien och Hercegovina i september 1995.

#### Resultat
HVO seger

### Operation Storm
Se Nedan.

### Slaget om Osijek
Slaget om Osijek (kroatiska: Bitka za Osijek) var en rad strider 1991–1992 mellan den kroatiska armén och den jugoslaviska armén (JNA) som ägde rum i utkanterna av staden Osijek under det kroatiska självständighetskriget.

#### Resultat
Kroatisk seger

### Slaget om Vukovar
Slaget om Vukovar (kroatiska: Bitka za Vukovar, serbiska: Битка за Вуковар/Bitka za Vukovar) var ett 87 dagar långt slag och belägring av staden Vukovar i östra Kroatien. Slaget ägde rum augusti–november 1991 och stod mellan kroatiska styrkor och den jugoslaviska armén (JNA) som i sin tur var allierad med lokala serbiska separatister. I samband med slaget och belägringen av staden begick de serbiska styrkorna krigsförbrytelser. 2009 dömde en serbisk domstol 13 serber för krigsförbrytelser för Vukovarmassakern. Slaget om Vukovar var det enskilda slag under det kroatiska självständighetskriget som kom att kräva flest dödsoffer och staden har av denna anledning i Kroatien kommit att symbolisera kampen för ett fritt fosterland.

#### Resultat
Serbisk pyrrhusseger

### Belägringen av Dubrovnik

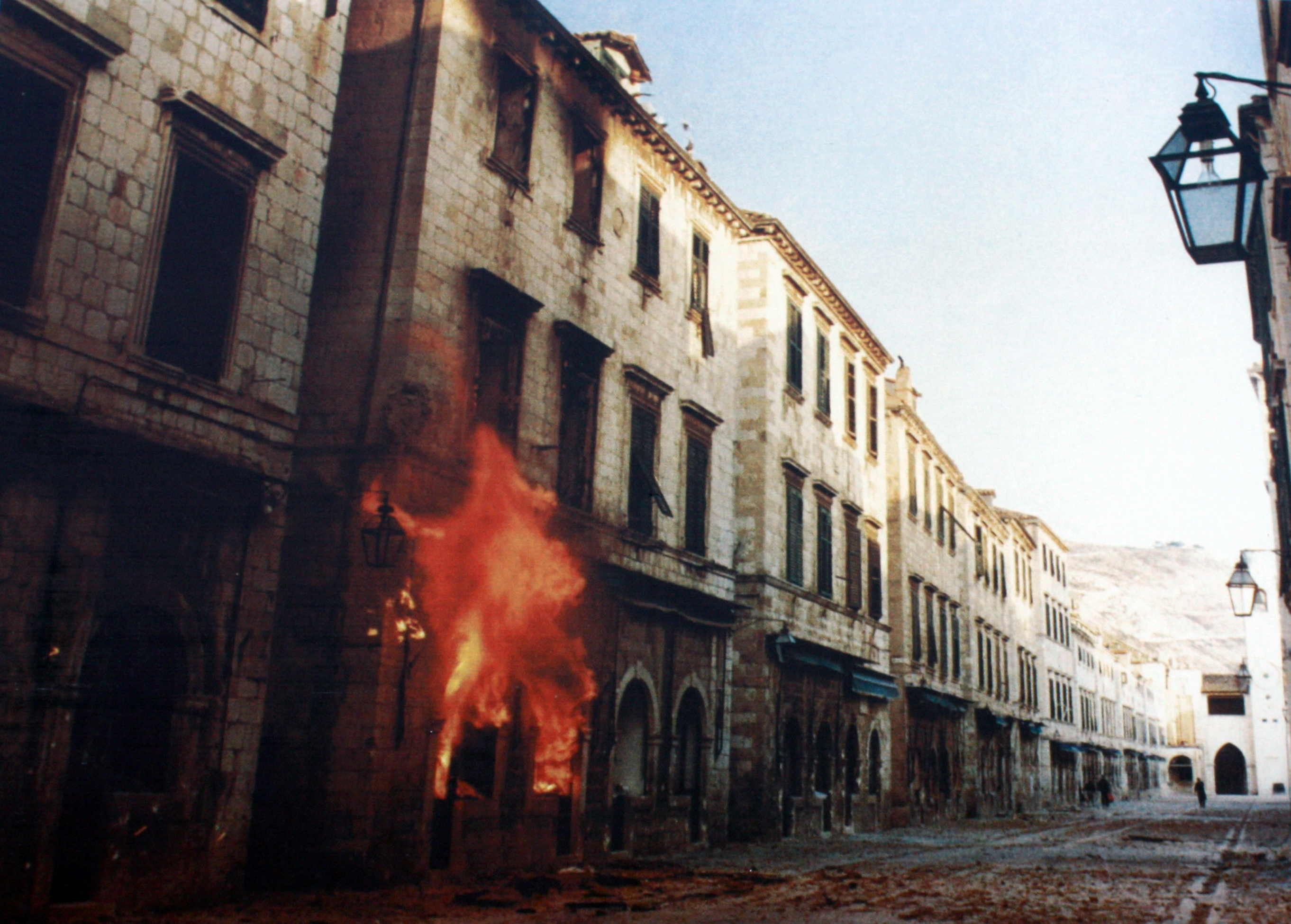
Artilleribeskjutning av Gamla stan i Dubrovnik.

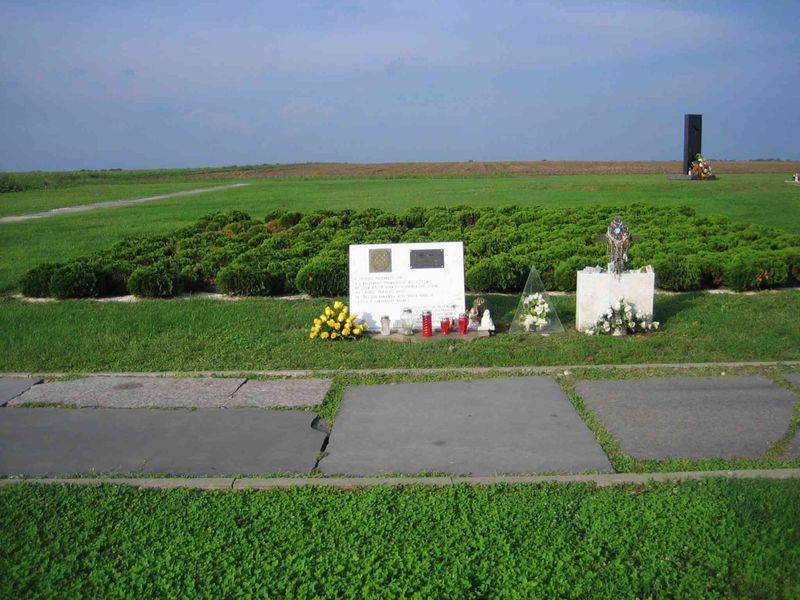
Monumentet i Ovčara

Belägringen av Dubrovnik (kroatiska: Opsada Dubrovnika, serbiska/montenegrinska: Блокада Дубровника/Blokada Dubrovnika) är en term som används för belägringen av staden Dubrovnik och dess omgivningar i södra Kroatien åren 1991–1992. Belägringen av Dubrovnik var en del av det kroatiska självständighetskriget och utfördes av jugoslaviska armén, då bestående av serbiska och montenegrinska enheter, med syfte att erövra staden och dess omgivningar för att annektera det till Serbien och Montenegro.

### Raketattackerna mot Zagreb
Raketattackerna mot Zagreb (kroatiska: Raketiranje Zagreba) var en serie av artilleriattacker mot Zagreb i Kroatien som utfördes under det kroatiska självständighetskriget 1995 av serbiska separatistiska styrkor. Den 2–3 maj 1995 angrep de serbiska separatisterna Zagreb med luftvärnsrobotar av typen M-87 Orkan som vedergällning för den kroatiska arméns offensiv i samband med operation Blixt. Den serbiska sidans raketattack riktades medvetet mot civila mål. Sju civila personer dödades och 214 skadades under attacken. Attacken riktades mot flera städer och Zagreb var befolkningsmässigt den största av dessa. Det var första och enda gången som multipelbomber användes i det kroatiska självständighetskriget. ICTY kom att beskriva attacken som ett brott mot mänskligheten och för sin inblandning i dessa förehavanden åtalades två serber; Milan Martić dömdes 2007 till 35 års fängelse för att ha beordrat attackerna, Momčilo Perišić dömdes initialt till 27 års fängelse men frikändes 2013.

### Bombningen av Banpalatset
Bombningen av Banpalatset (kroatiska: bombardiranje Banskih dvora) var ett flygangrepp som utfördes klockan 15:10 den 7 oktober 1991 mot Banpalatset i Zagreb i Kroatien. Det utfördes av det dåvarande jugoslaviska flygvapnet. Vid tiden för angreppet användes Banpalatset av den kroatiska regeringen och som den förste folkvalde kroatiske presidenten Franjo Tuđmans officiella residens. Syftet för angreppet var att utplåna Kroatiens politiska ledning inklusive dess president samt förstöra kroaternas stridsmoral. En person dödades och fyra personer skadades i flygbombningen.

### Gospićmassakern
Gospićmassakern var en händelse som inträffade från 16 oktober till 18 oktober 1991, under kroatiska självständighetskriget i staden Gospić i Kroatien. Omkring 120 serbiska civila massakrerades av kroatiska soldater.

### Vukovarmassakern
Vukovarmassakern var en händelse som inträffade mellan den 18 och 21 november 1991 i Ovčara utanför staden Vukovar under det Kroatiska självständighetskriget, då omkring 200 skadade kroatiska soldater och civila torterades och mördades av serbiska paramilitära styrkor.

### Borovo Selo Massakern
12 kroatiska polismän och 3 serber miste livet i massakern som skedde 2 maj 1991.

### Frihetens tåg
Frihetens tåg (kroatiska: Vlak slobode) eller Frihetståget är benämningen för det tågsätt som den 26 augusti 1995 färdades mellan Zagreb och Split i Kroatien. Tågsättet bestod av 20 personvagnar och dess färd via Knin kom att symbolisera den återupprättade järnvägsförbindelsen mellan huvudstaden Zagreb och landets näst största stad Split som under det kroatiska självständighetskriget 1991–1995 avskurits av serbiska separatistiska styrkor. Tågets resa påbörjades 20 dagar efter operation Storm då kroatiska armén intagit serbhållna områden i Kroatien. Tåget avgick från Zagrebs centralstation klockan 08:07 och på tåget fanns den dåvarande kroatiska presidenten Franjo Tuđman, statliga tjänstemän, personer som tvingats fly det ditintills ockuperade området och personer från det kroatiska kulturlivet. Under den 10 timmar och 4 minuter (tåget anlände 18:11 i Split) långa resan passerade tåget flera städer däribland Karlovac och Gospić på sin väg till Split. Utöver dess politiska och militära symbolik kom händelsen att ha en viktig ekonomisk betydelse i landets fortsatta ekonomiska utveckling.

## Bosnienkriget

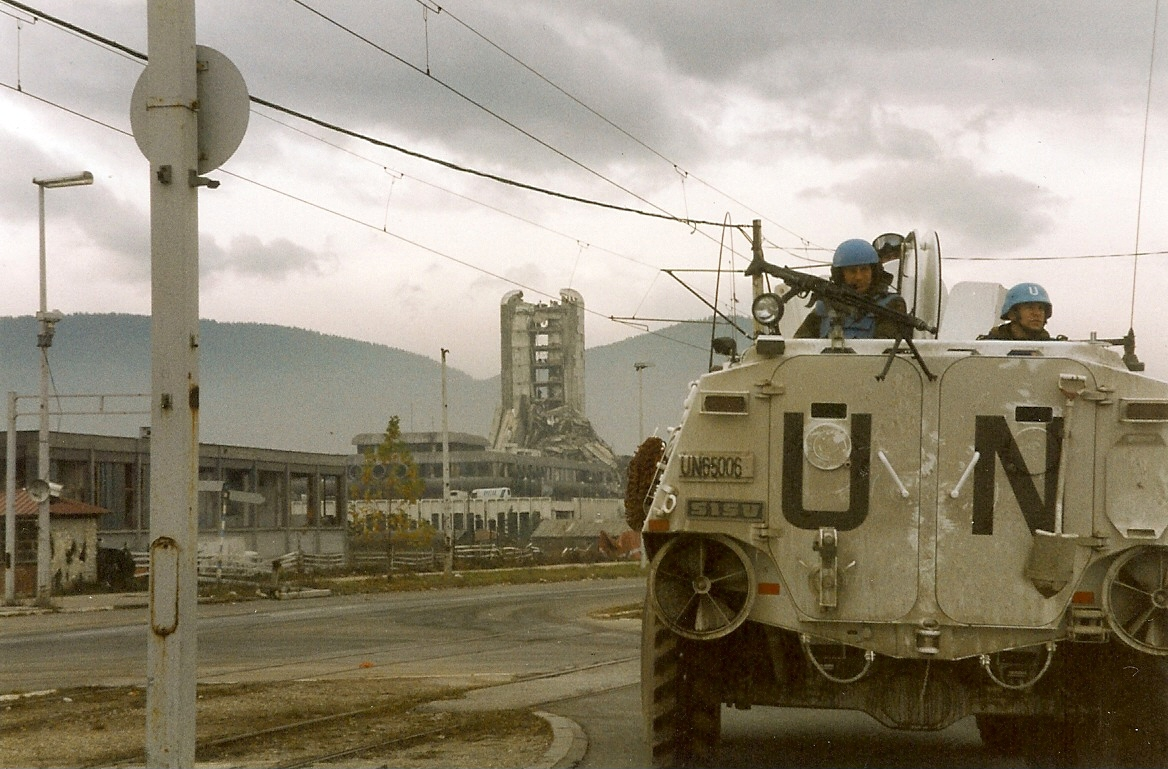
FN-styrkor i Sarajevo.

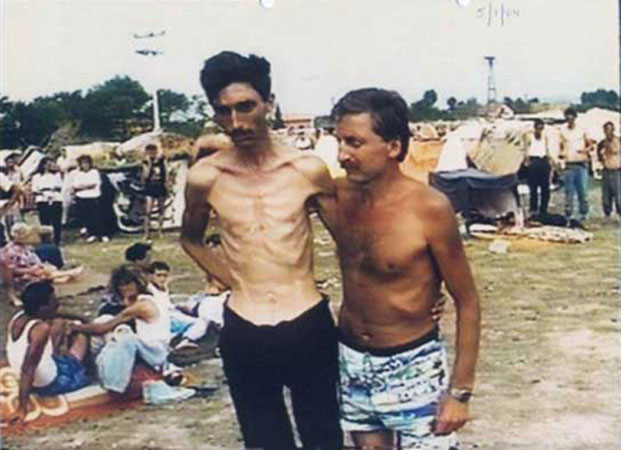
Fångar i Trnopolje 1992

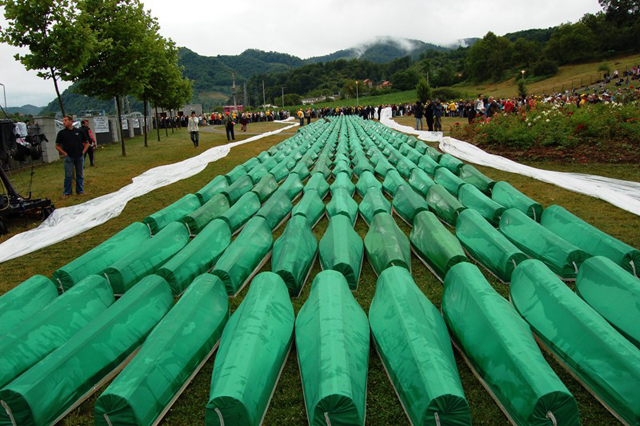
Srebrenicamassakern.

Bosnienkriget var en väpnad konflikt som ägde rum i Bosnien och Hercegovina mellan 5 april 1992 och 14 december 1995. Kriget omfattade flera parter. De huvudsakliga stridande parterna var styrkorna i Republiken Bosnien och Hercegovina och de självutnämnda bosnienserbiska och bosnienkroatiska entiteterna inom Bosnien och Hercegovina, Republika Srpska och Herceg-Bosna, som fick betydande politiskt och militärt stöd av Serbien respektive Kroatien. Mer än 30.000 civila dödades och lika många soldater dödades.
Kriget kom som en följd av upplösningen av Jugoslavien. Efter de slovenska och kroatiska utträden från Jugoslavien under 1991, så höll den multietniska delrepubliken Bosnien och Hercegovina, som var bebott av huvudsakligen sunnimuslimska bosniaker (44 procent), ortodoxa serber (31 procent) och katolska kroater (18 procent), en folkomröstning om självständighet den 29 februari 1992. Den röstades igenom men avfärdades av de bosnienserbiska politiska representanterna, som hade bojkottat folkomröstningen och upprättat en egen stat, Republika Srpska. Efter självständighetsförklaringen så angrep bosnienserbiska styrkor, stödda av Slobodan Miloševićs serbiska regeringen och den jugoslaviska folkarmén (JNA), Republiken Bosnien och Hercegovina. Detta i syfte att säkra serbiskt territorium.

### Belägringen av Sarajevo
Belägringen av Sarajevo är den längsta belägringen i modern historia. Serbiska styrkor från Republika Srpska belägrade Sarajevo, Bosnien och Hercegovinas huvudstad, från den 5 april 1992 till den 29 februari 1996.

### Operation Deny Flight
Operation Deny Flight var en Nato-operation som inleddes den 12 april 1993 för att genomdriva FN:s beslut om flygförbudszon över Bosnien och Hercegovina. FN och Nato förlängde snart uppdraget, och genomförde understöd med flyg för FN-soldater i Bosnien och Hercegovina och slog till från luften mot mål i Bosnien och Hercegovina. 12 Nato-medlemsländer deltog i operationen, som upphörde den 20 december 1995.

### Bijeljinamassakern
Bijeljinamassakern kallas morden på civila Bosniaker begångna av den serbiska paramilitära gruppen Arkans Tigrar under Bosnienkriget. Ett antal serber som försökte ingripa och förhindra massakern blev också mördade. Minst 48 civila dödades. Lokala domstolar har inte registrerat en enda anmälan om krigsförbrytelser. RDC (Forsknings- och Dokumentationscentret) i Sarajevo hävdar att så många som 1 040 människor dödades.

### Ahmićimassakern
Bosnienkroatiska styrkor anföll byn Ahmići på morgonen den 16 april 1993 i tron att byn härbärgerade stridande, bosniska förband. När styrkorna senare gick in i staden, fann de att byns invånare endast utgjordes av civila. Till övervägande del utgjordes dessa av bosniska muslimer, men där fanns även kroater, vilka bodde i sina egna kvarter. När de kroatiska styrkorna inte fann några bosniska soldater, vände de av någon anledning vapnen mot civila. Soldaterna gick från hus till hus och dödade urskillningslöst alla bosniaker de stötte på. Många av dessa var kvinnor, barn och gamlingar. Yngst av dem som dödades var ett spädbarn på blott en månad; den äldsta var 93 år. Efter denna massaker brände kroaterna ner större delen av byn och förstörde dess två moskéer. Överlevande påstod efteråt att byns kroatiska invånare varit soldaterna behjälpliga med att peka ut muslimska hus.

### Fočamassakrerna
Fočamassakrerna refererar till den serie av krigsförbrytelser och massakrer som utfördes av serbisk militär och polis mot bosniska civila i Fočaregionen i östra Bosnien och Hercegovina mellan våren 1992 och januari 1994 under Bosnienkriget.

### Prijedormassakern
Prijedormassakern, även kallad den etniska rensningen i Prijedor eller folkmordet i Prijedor, syftar på en rad krigsförbrytelser som begicks av de serbiska politiska och militära ledarna mot bosniska civila i Prijedorregionen i Bosnien-Hercegovina under kriget i Bosnien.

### Višegradmassakrerna
Višegradmassakrerna var en serie massakrer av den bosniska befolkningen utförda av serbisk militär och polis i och runt staden Višegrad i östra Bosnien och Hercegovina under våren och sommaren 1992 under Bosnienkriget. Omkring 3 000 civila bosniaker dödades under 1992 i Višegrad.

### Stupni Do Massakern
Byn Stupni Do intogs den 23 oktober 1993 av en styrka ur den kroatiska republiken Herceg-Bosnas armé HVO under ledning av Ivica Rajić. Soldaterna dödade 37 bosniakiska (bosniskmuslimska) invånare. Kvinnor våldtogs och en del av männen utsattes för tortyr. Samtliga av dem som mördades hade skjutits eller bränts till döds och byns bostadshus stacks i brand. Anledningen till attacken skall enligt FN-källor ha varit en hämnd för att bosniska styrkor tidigare tagit den kroatiska byn Kopljari, men Stupni Do hade även en viss strategisk betydelse. Byn skall genom sitt strategiska läge på ovanför Vareš, på bergskammen och vid gränsen till bosnienserbiskt territorium, ha varit en viktig punkt och på så sätt betydelsefull för den trafik som bedrevs över gränsen av såväl bosniska som kroatiska smugglare. Händelsen kom till världens kännedom då en styrka ur den svenska FN-bataljonen Nordbat 2 fick lov att komma fram till byn fyra dagar senare. Nyanlända svenska soldater i FN-styrkan UNPROFOR förhindrades av HVO-soldater vid en vägspärr att gå in i byn medan massakern pågick. På avstånd kunde de se rök från brinnande hus och höra skottlossning från byn. Först den 26 oktober kunde de svenska lätta pansarfordonen  komma in i byn och nyheten om massakerns omfattning blev känd.

### Goražde
Under kriget var Goražde en av sex bosniska enklaver, tillsammans med Srebrenica och Žepa som omringades och belägrades av den bosnienserbiska armén. Under april 1993 gjordes staden till ett "säkert område" där FN hade tänkt sig att skydda civilbefolkningen från angrepp. Mellan 30 mars och 23 april 1994, inledde serberna en stor offensiv mot staden. De fredsbevarande styrkorna fick order att retirera av FN och som en följd av detta dödades 694 soldater och civila och ytterligare 1 917 personer skadades innan offensiven stoppades. Majoriteten av offren var civila. Staden höll ut till slutet av kriget och i slutändan kom den att bli den enda stad i östra Bosnien inte blev intagen av serberna. Efter Daytonavtalet förhandlades en landkorridor mellan Goražde och Federationen Bosnien och Hercegovina.

### Tuzlamassakern
Tuzlamassakern var en massaker på civila som förövades av Republika Srpskas armé i Tuzla i Bosnien och Hercegovina den 25 maj 1995, då 71 personer dödades och 130 skadades. Den 12 juni 2009 förklarades Novak Đukić skyldig och dömdes till 25 års fängelse.

### Srebrenicamassakern
Srebrenicamassakern kallas det folkmord som ägde rum från 11 till omkring 22 juli 1995 i staden Srebrenica med omnejd i Bosnien och Hercegovina under Bosnienkriget. Sammanlagt beräknas omkring 8 000 bosniaker (bosniska muslimer), huvudsakligen män och pojkar i åldrarna 13 till 78, ha dödats av bosnienserbiska styrkor under ledning av general Ratko Mladić. Internationella krigsförbrytartribunalen för det forna Jugoslavien slog 2004 fast att Srebrenicamassakern utgjorde ett folkmord. Massakern anses allmänt vara den grövsta krigsförbrytelsen som ägt rum i Europa sedan andra världskriget.

### Markalemassakrerna
Markalemassakrerna var två separata artilleriattacker utförda av Republika Srpskas styrkor mot civila mål under belägringen av Sarajevo under Bosnienkriget. De inträffade vid Markale (marknadsplats), i centrala Sarajevo i Bosnien och Hercegovina. De båda attackerna kostade sammanlagt 105 människor livet och sårade ytterligare 234. Den första massakern inträffade den 5 februari 1994 klockan tolv på dagen då en 120 mm artillerigranat träffade marknaden och dödade 68 personer och sårade ytterligare 144. Attacken var en av åtalspunkterna mot Stanislav Galić, den serbiska befälhavaren i Sarajevo. Galić dömdes slutligen till livstids fängelse. Den andra massakern inträffade den 28 augusti 1995 klockan elva på morgonen då fem artillerigranater träffade marknaden och dödade 37 personer och sårade ytterligare 90. Natos flygkampanj mot Republika Srpska, Operation Deliberate Force, var ett direkt svar på denna andra attack. Nato hade börjat förbereda en intervention sedan Srebrenicamassakern blivit känd för omvärlden.

### Kroat-bosniakiska konflikten
Kroat-bosniska konflikten var en väpnad konflikt under Bosnienkriget mellan det självutropade bosnienkroatiska Herceg-Bosna som stöddes av Kroatien och Bosnien och Hercegovina regeringen under perioden 19 juni 1992 till 23 februari 1994 då de bosniska och kroatiska ledarna undertecknade Washingtonavtalet som ledde till Federationen Bosnien och Hercegovina och en allians mot Republika Srpska.
När Bosnienkriget bröt ut i april 1992 stred bosnienkroaterna och bosniakerna tillsammans mot serberna. Kriget i Kroatien pågick och kroaterna såg serberna som sina fiender. Men eftersom den politiska situationen mellan bosnienkroaterna och bosniakerna förvärrades blev stämningen mellan de allierade spänd. Under den 1992 hade det skett en maktkamp inom Herceg-Bosnas ledarskap mellan de mer moderata, som ville fortsätta kampen med bosniakerna mot serberna, och de nationalistiska, ledda av Mate Boban och Dario Kordić, som var väldigt misstänksamma mot landets muslimer och hellre ville se att de områdena där kroaterna var i majoritet eller hade hög invånarandel annekterades av Kroatien. Efter att de nationalistiska elementen i Herceg-Bosna tagit makten skrev Mate Boban och Republika Srpskas ledare Radovan Karadžić under Grazavtalet där man kom överens om vilka områden som skulle gå till Kroatien och Serbien.. Efter fullskaligt krig utbröt under april inledde, enligt ICTY, HVO en kampanj av etnisk rensning i Lašvadalen i centrala Bosnien under 1993. De nationalistiska elementen i Herceg-Bosna, bland andra Dario Kordić, den lokala politiska ledaren i centrala Bosnien, hade planerat kampanjen under den större delen av 1992.

#### Slaget om Mostar
Den 9 maj 1993 anföll HVO Mostar. HVO hade kontroll över den västra delen av Mostar och bosniska armén (ABiH) hade kontroll över den östra sidan och även kontroll över en del på den västra sidan, där de ständigt blev attackerade av kroatiska styrkor från den västra sidan om floden Neretva. HVO, som stöddes av regeringen i Kroatien, var bättre utrustade och hade erövrat det strategiskt mycket viktiga berget precis bredvid staden. Där placerade de sitt artilleri och besköt den bosniska östra sidan av staden dygnet runt för att få dem att ge upp. Eftersom HVO hade Mostar inringat kunde de kontrollera flödet av förnödenheter in till Mostar. Alla muslimer som bodde på de områdena där de kroatiska katolikerna hade tagit mark kördes bort från sina hem eller mördades. De bosniska muslimerna gjorde likadant mot kroaterna som bodde på den mark som de hade tagit kontroll över, speciellt i städerna norr om Mostar i Konjic och Jablanica. Den 9 november 1993 sprängde kroatiska styrkor den 500 år gamla bron Stari most, som var det enda som höll ihop de bosniska styrkorna på den östra sidan med dem på den lilla remsa de hade på den västra sidan. I september 1993 startade den bosniska armén en offensiv (Operation Neretva 93) för att lyfta blockaden och inringningen av Mostar. Efter flera veckor av stridande avbröt de bosniska myndigheterna operationen efter rapporter om att bosniska soldater hade begått krigsförbrytelser mot kroatiska civila i Grabovica.

### Washingtonavtalet
Washingtonavtalet (engelska: Washington Agreement) var ett avtal om eldupphör mellan de stridande Kroatiska republiken Herceg-Bosna och Republiken Bosnien och Hercegovina som undertecknades i Washington den 18 mars 1994 och i Wien. Det undertecknades av Bosniens premiärministern Haris Silajdžić, Kroatiens utrikesminister Mate Granić och presidenten i Herceg-Bosna Krešimir Zubak. Enligt avtalet skulle det sammanlagda territoriet som hölls av kroatiska och bosniska regeringsstyrkor delas i tio autonoma kantoner och skapa Federationen Bosnien och Hercegovina. Kantonsystemet valdes för att undvika dominans av en etnisk grupp framför en annan.

### Natos intervention i Bosnien och Hercegovina
Natos intervention i Bosnien och Hercegovina var en serie handlingar som utfördes av NATO under och efter Bosnienkriget. Ingreppet var till en början politiskt och symboliskt, men kom sedan att omfatta flera större flygoperationer, och slutligen skickades 60 000 IFOR-soldater dit.
Den 10 juli 1992 hölls ett möte i Helsingfors. Där träffades NATO-medlemsländernas utrikesministrar och uttalade sitt stöd för Resolution 713 i Förenta nationernas säkerhetsråd och Resolution 757 i Förenta nationernas säkerhetsråd om sanktioner. Det ledde till Operation Maritime Monitor utanför Montenegros kust, som samordnades med Västeuropeiska unionens Operation Sharp Vigilance i Otrantosundet den 16 juli 1992. Den 9 oktober 1992 antogs Resolution 781 i Förenta nationernas säkerhetsråd, som ledde till upprättandet av en flygförbudszon över Bosnien och Hercegovina. Den 16 oktober 1992 utökade NATO sina uppdrag i området till att även omfatta Operation Sky Monitor.

### NATO bombningarna i Republika Srpska
Operation Deliberate Force var en bombningskampanj utförd av Nato i september 1995 mot Republika Srpska. Målet med operationen var att tvinga bosnienserberna till att återvända till förhandlingarna om en fred i Bosnien.

### Västbosnien
Autonoma provinsen Västbosnien (bosniska: Autonomna Pokrajina Zapadna Bosna) var en självstyrande, ej internationellt erkänd, bosniakisk entitet i nordvästra Bosnien-Hercegovina från 1993 till 1995 som stred mot de bosniska regeringsstyrkorna. Huvudstaden och entitetens administrativa centrum låg i Velika Kladuša. Området utropades 1993 först som den autonoma provinsen Västbosnien, av den bosniakiska affärsmannen och politikern Fikret Abdić. Abdić agerade president och tog samtidigt avstånd från Bosnien-Hercegovinas officiella regeringen i Sarajevo som leddes av Alija Izetbegović. Västbosnien samarbetade och stöttade sedan 1993 det separatistiska Serbiska republiken Krajina i Kroatien och Republika Srpska i Bosnien. 1994 intogs territoriet av den bosniska armén men ockuperades åter igen samma år och ombildades under namnet republiken Västbosnien. 1995 blev territoriet åter igen intaget av den bosniska regeringsarmén med stöd från den kroatiska regeringsarmén och är sedan dess en del av Federationen Bosnien och Hercegovina. Fikret Abdić flydde efter Västbosniens fall till Kroatien för att söka asyl under Kroatiens president Franjo Tuđman, dock ställdes Abdić inför rätta 2002 i kroatisk domstol och dömdes till 20 år för krigsförbrytelser, men straffet blev senare reducerat till 15 år. Han har fortfarande inte blivit ställd inför rätta av en domstol i Bosnien-Hercegovina för sina handlingar under Bosnienkriget.

### Koncentrationsläger
Omarska, Keraterm, Manjača och Trnopolje var några fångläger belägna i Bosnien och Hercegovina under Jugoslaviska krigen. Omarska, som upprättades av bosnienserbiska styrkor, brukar beskrivas som det värsta lägret i området och mellan 5 000 och 7 000 bosniaker(bosniska muslimer) och kroater(katoliker) passerade lägret där många övergrepp begicks. Fångar mördades och utsattes för bl.a. tortyr sedan serbiska nationalister i april 1992 hade tagit makten och inlett en etnisk rensning av området. Trnopolje, var det "ett samlingscentrum" för den icke-serbiska befolkningen, främst bosniaker och Kroater. Lägret skall ha inrättats och drivits av myndigheterna i Republika Srpska och den lokala serbiska polisen. Det totala antalet lägerfångar varierade i genomsnitt mellan 4 000 och 7 000 personer. Lägret upptäcktes av internationella medier i juli 1992 då inspelningar från Omarska och Trnopolje, filmade av en grupp brittiska journalister, visades runt om i världen vilket orsakade allmän upprördhet och ledde till att lägren stängdes.

## Slutet på krigen och efterspel

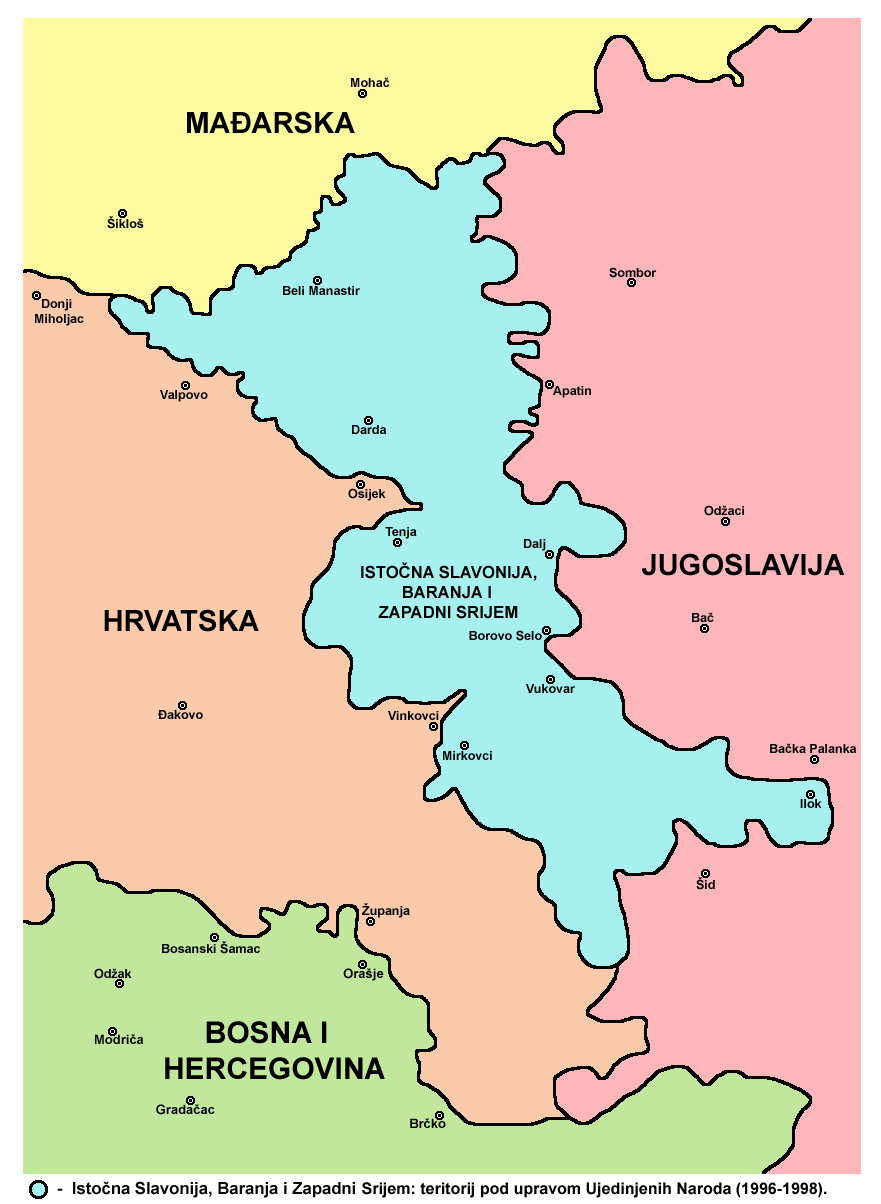
Berört område i blått (Erdutavtalet)

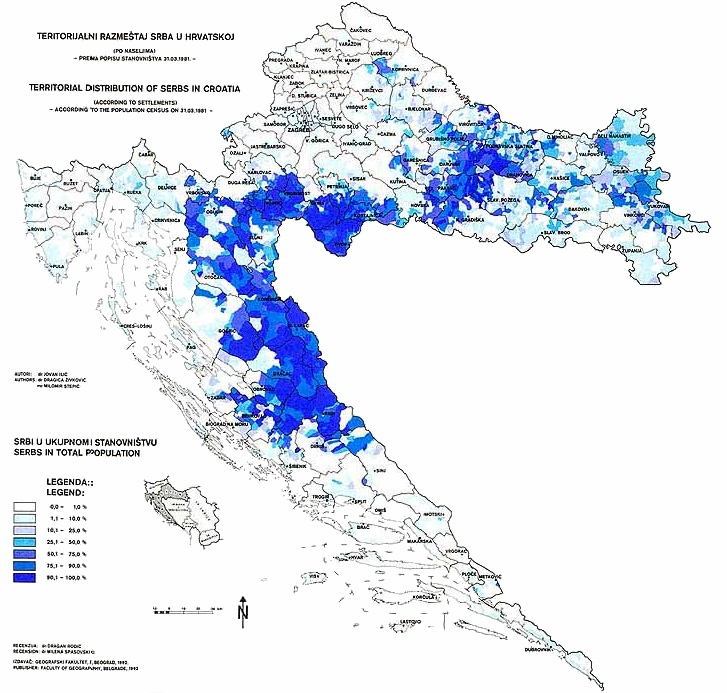
Serbbefolkade områden i Kroatien enligt folkräkningen 1981

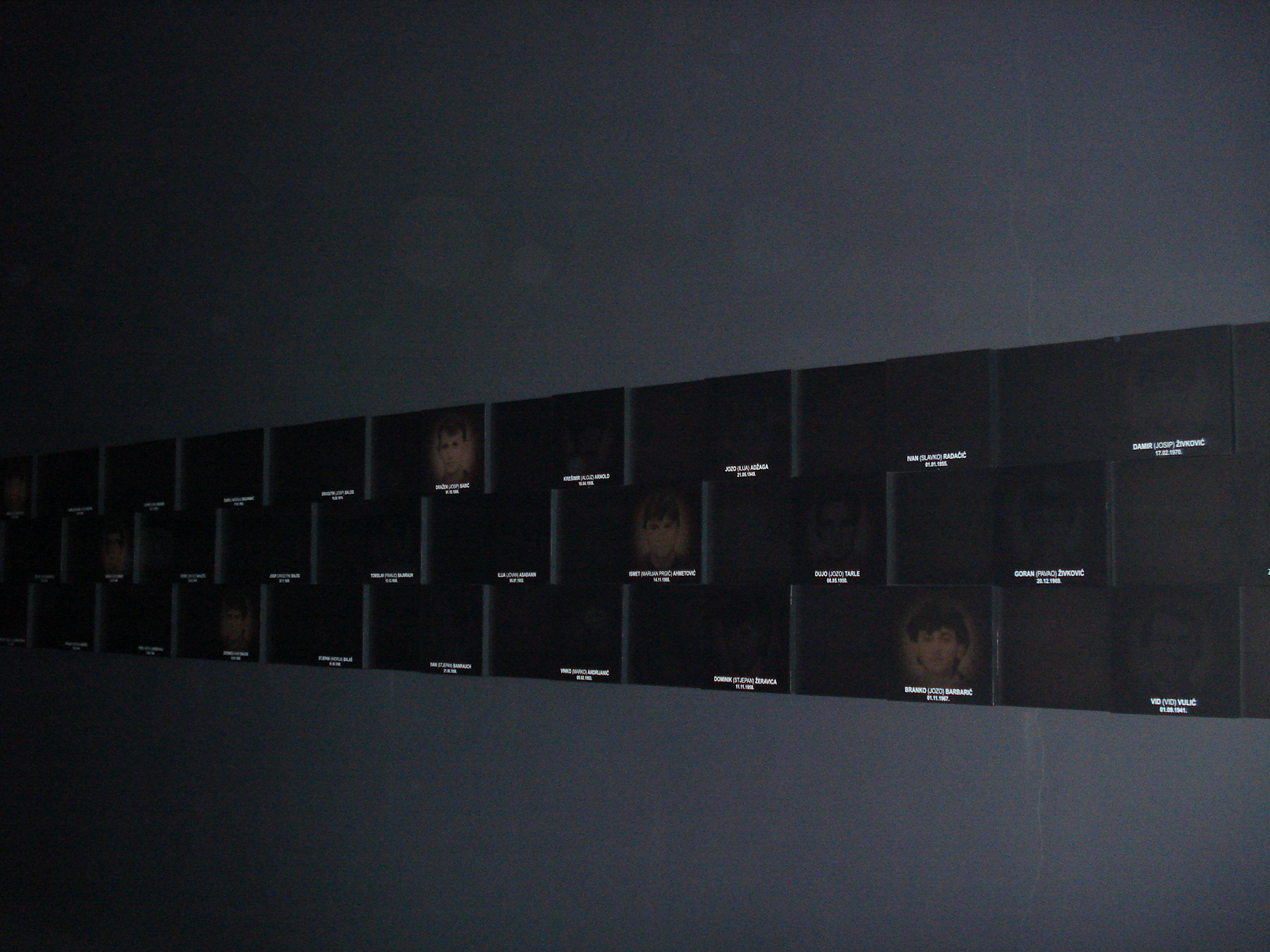
Marmortavlor med namn och bild på massakerns offer i Ovčara

### I Slovenien
Slovensk seger och självständighet.

#### Efterspel
Serbien har flera gånger påpekat att det begicks krigsbrott i Slovenien under kriget (något den slovenska sidan kategoriskt avfärdat) men ingen person har delgivits misstanke för krigsbrott..

### I Kroatien
Operation Storm (kroatiska: Operacija Oluja) var en polisiär och militär operation genomförd av den kroatiska armén den 4–7 augusti 1995. Målet för den 84 timmar långa militära operationen var att återta de delar av Kroatien som under det kroatiska självständighetskriget hade ockuperats av lokala serbiska styrkor understödda av den jugoslaviska armén och Milošević-regimen i Belgrad och som kommit att införlivas i den självutnämnda Serbiska republiken Krajina (RSK). Det blev total Kroatisk seger. Operation Storm blev det sista militära slaget under det kroatiska självständighetskriget. Den militära operationen skapade en flyktingkatastrof då tusentals serber under några dagar tog sin tillflykt till Serbien eller serbhållna områden i Bosnien och Hercegovina. Den kroatiska regeringen motiverade operationen med hänvisning till den FN-sanktionerade rätten för en suverän stat att ha kontroll över sitt eget territorium och insisterade på att alla serber som inte var inblandade i krigsförbrytelser kunde återvända. Erdutavtalet (kroatiska: Erdutski sporazum) var ett fredsfördrag som ingicks den 12 november 1995 mellan Kroatien och Förbundsrepubliken Jugoslavien. Fredsfördraget föregicks av Daytonavtalet och innebar att de sista serbhållna områdena i östligaste Kroatien fredligt kom att integreras med övriga Kroatien den 15 januari 1998. Avtalet är uppkallat efter den kroatiska orten Erdut.

#### Efterspel
I och med Erdutavtalets fullbordande den 15 januari 1998 lämnade de sista FN-styrkorna Kroatien och de sista serbhållna områdena integrerades med de övriga delarna av landet. Efter krigsslutet upplöstes HVO genom att gå samman med den bosniska armén.
Spänningarna mellan kroater och serber minskar allt mer men vissa problem kvarstår. De två största problemen är att det händer att serberna utsätts för diskriminering, både på lokal och myndighetsnivå, samt att tusentals återvändande flyktingar inte har blivit kompenserade för deras förluster i kriget. Nya lagar införs för att eliminera diskrimineringen men det tar tid att genomföra dem i praktiken. På senare tid visar även vissa domstolsbeslut att det går framåt med att hjälpa återvändande flyktingar. Restaureringsfonder för serberna har även inrättats. Dessa framsteg är dock ändå små i jämförelse med problemens storlek. Serberna stöter på diskriminering på arbetsmarknaden och när de försöker åstadkomma sina sociala rättigheter och det rapporteras fortfarande om att de utsätts för våldsbrott. Över 200 serbiska byar som drabbades i kriget har fortfarande inte elektricitet. Serbiska republiken Krajina upphörde.
Vid den senaste folkräkningen 2011 uppgick den serbiska befolkningen i Kroatien till 186 633 individer eller 4,36% av den totala befolkningen. Uppskattningsvis lämnade uppemot 150 000 kroatienserber Kroatien under krigsåren och tog sin tillflykt till Republika Srpska i Bosnien och Hercegovina emedan 150 000–400 000 flydde till Serbien och Montenegro. En tredje grupp på runt 100 000 flydde till andra länder runt om i världen.
Ovčaras minnescentrum, på kroatiska Spomen dom Ovčara (Ovčara minneshem), är ett museum och minnesmärke i Ovčara utanför Vukovar i Kroatien. Minnescentret uppfördes 2006 och rymmer en permanent utställning som högtidlighåller minnet över de 261 personer som dog i Vukovarmassakern under det kroatiska självständighetskriget (1991-1995). Kroatiska offrets röst – Smärtans vägg (kroatiska: Glas hrvatske žrtve - Zid boli) är ett annat minnesmärke som står på Mirogojkyrkogården i Zagreb i Kroatien. Minnesmärket invigdes den 14 oktober 2004 och är tillägnad de kroater, både soldater och civila, som stupade under det kroatiska självständighetskriget 1991-1995. Minnesmärket är uppfört i svart marmor och är ett verk av skulptören Dušan Džamonja. Utöver texten "Kroatiska offrets röst – Smärtans vägg" är monumentet graverat med 13 500 namn över dem som stupade.. Korset på Srđ, under det kroatiska självständighetskriget och inledningen av stadens belägring, förstördes korset av serbisk och montenegrinsk granateld. Sedan de kroatiska försvarsstyrkorna efter några timmar intagit platsen lät de uppföra ett provisoriskt kors av trä. Det var en symbolisk handling för att visa Dubrovniks invånare att Srđ inte hade intagits av fiendestyrkorna och att staden ännu inte hade fallit.. Den återbyggdes 1997 och invigdes samma år. Kroatiska försvararna från Hemlandskrigets bro (kroatiska: Most hrvatskih branitelja iz Domovinskog rata) är en gångbro och minnesmärke i Rijeka i Kroatien. Den invigdes år 2001 och korsar Mrtvi kanal i den centrala delen av staden. Bron är tillägnad krigsveteraner från det kroatiska självständighetskriget (i Kroatien kallat Hemlandskriget, Domovinski rat) och är sedan tillkomsten en av stadens landmärken..

### I Bosnien Hercegovina

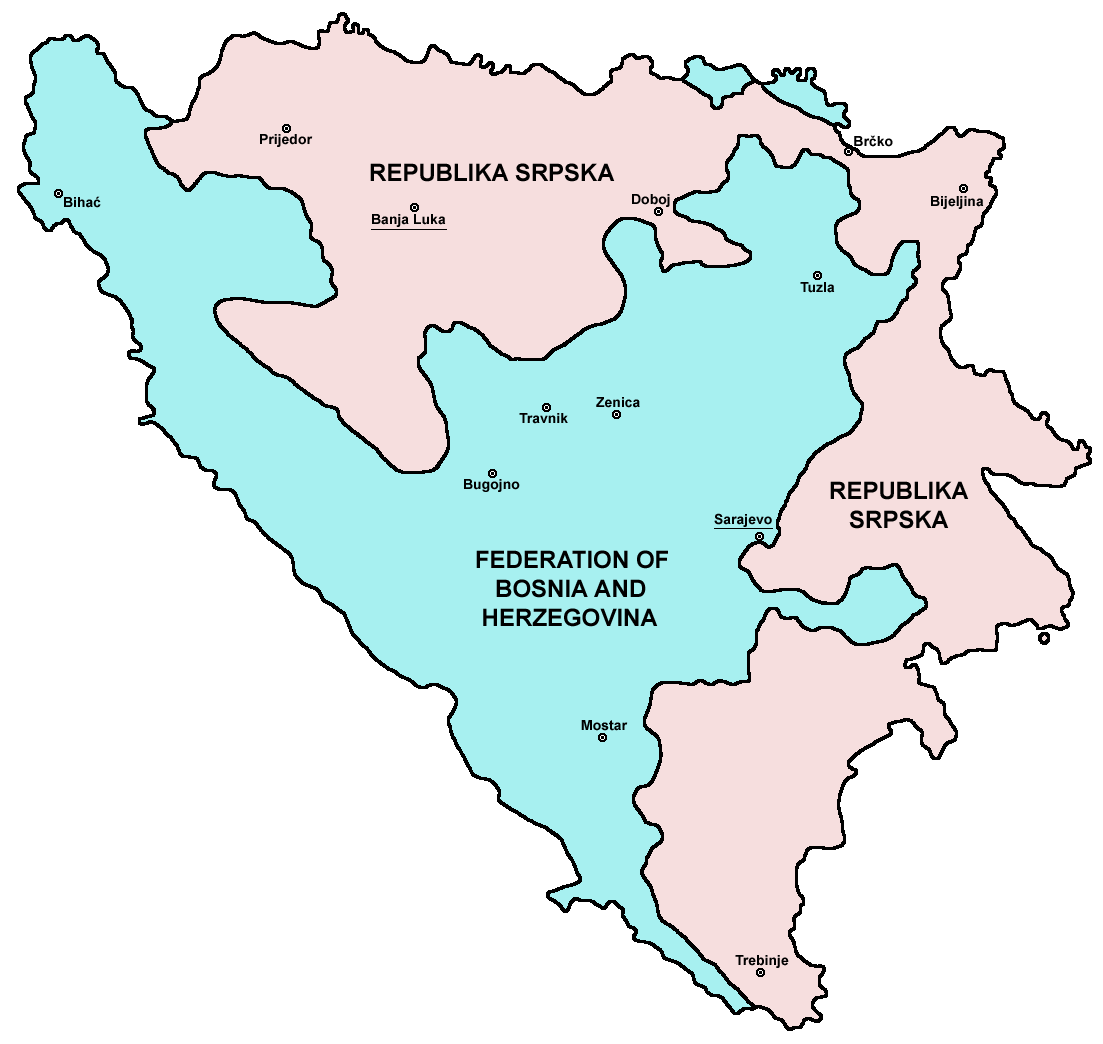
Uppdelningen av Bosnien och Hercegovina enligt Daytonavtalet. Det gröna fältet är Federationen Bosnien och Hercegovina medan det rosa fältet är Republika Srpska

1995 inledde Nato bombningar av bosnienserberna (Operation Deliberate Force) och slog ut deras infrastruktur. Detta hade till följd att det näst intill blev omöjligt att upprätthålla telefonförbindelser i Republika Srpska. Den Bosnien-kroatiska armén Hrvatsko vijeće obrane (HVO) och Bosnien och Hercegovinas Armé (ARBIH) utförde flera operationer tillsammans och tog över flera områden. Till stod endast 20 km från Republika Srpskas huvudstad Banja Luka, som nu hade blivit HVO:s och ARBIH:s nästa mål. Bosnienserbiska ledare, som insåg att om Banja Luka föll skulle det signalera Republika Srpskas totala förlust i Bosnien, gick därför med på att inleda fredssamtal som resulterade i Daytonavtalet och ge upp sitt krav på ett självständigt Republika Srpska i utbyte mot att Nato upphörde med sina flyganfall och HVO gjorde halt i sitt avancemang mot Banja Luka. Förhandlingar inleddes och resulterade i Daytonavtalet den 21 november 1995. Nato-ledda IFOR och SFOR implementerades för att överse fredsavtalet.
Daytonavtalet (engelska: Dayton Agreement), egentligen General Framework Agreement for Peace in Bosnia and Herzegovina också känt som Dayton Accords, Paris Protocol eller Dayton-Paris Agreement, är ett fredsavtal mellan Bosnien och Hercegovina, Jugoslavien och Kroatien som satte punkt för kriget i Bosnien och Hercegovina. Avtalet framförhandlades i Dayton, Ohio mellan 1 och 21 november 1995 och undertecknades den 14 december 1995 i Paris.

#### Efterspel
Fredsavtalet undertecknades den 14 december 1995 i Dayton, Ohio och kallas därför för Daytonavtalet. Avtalet innebar att serberna fick majoritet i en av landets två ”entiteter”, Republika Srpska. Den andra entiteten utgörs av en federation mellan bosniaker och kroater och heter Federationen Bosnien och Hercegovina. Tillsammans med Brčkodistriktet i nordöstra delen av landet utgör dessa enheter idag landet Bosnien och Hercegovina. Detta har bland annat lett till en ganska komplicerad och svag politisk apparat som gör det svårt att ta några konkreta beslut, inte minst i känsliga frågor som lever kvar från 1990-talet.
Efter krigsslutet 1995 hade Nato länge fredsbevarande trupper i landet (SFOR) men år 2004 tog EU över uppgiften i den så kallade Operation Althea. Även om efterkrigstiden inte har präglats av några väpnade konflikter så har EUFOR idag ungefär 2000 man stationerade i Bosnien och Hercegovina.
Relationer mellan Bosnien och Hercegovina och Serbien är bättre men det finns en del problem, Ena saken är ämnet runt Republika Srpska. Serbien har inte erkänt Srebrenica som folkmord, när det var 20-årsdagen efter massakern attackerades Serbiens premiärminister Aleksandar Vućič med stenar och flaskor. Nationalismen mellan länderna är ett problem.
Relationen mellan Bosnien och Hercegovina och Kroatien har blivit mycket bättre än Serbien. Dess för att Bosnien Hercegovina och Kroatien stred under krigsslutet mot Serbien och kunde vinna. Staden Mostar är i dag delad mellan kroater och bosniaker som befolkar varsin sida om floden Neretva. Efter kriget rekonstruerades bron Stari most och kunde återinvigas 23 juli 2004.

## Kosovokriget

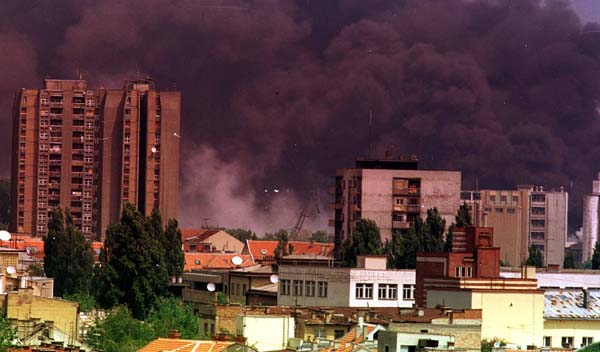
Rök över Novi Sad efter NATO-bombning.

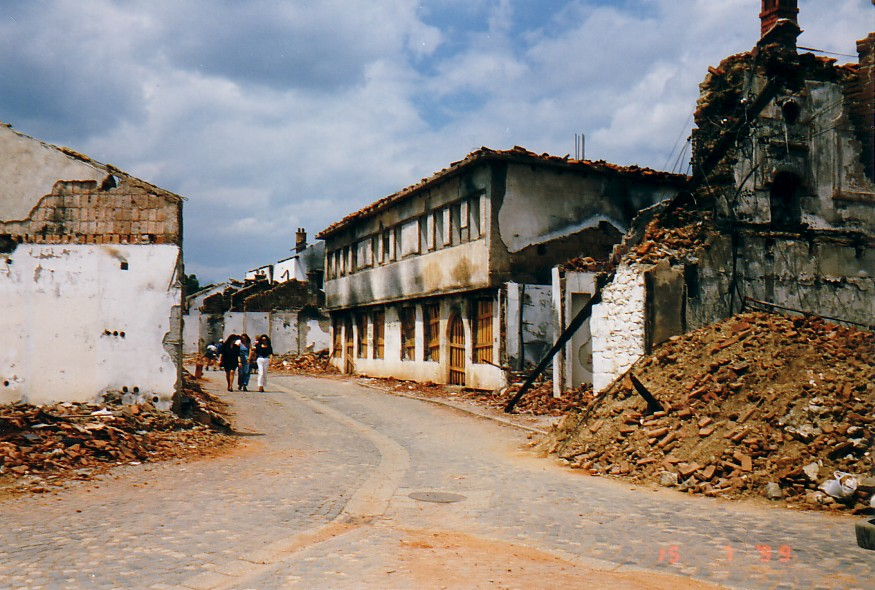
Vy över bombarderad by i samband med Kosovokriget.

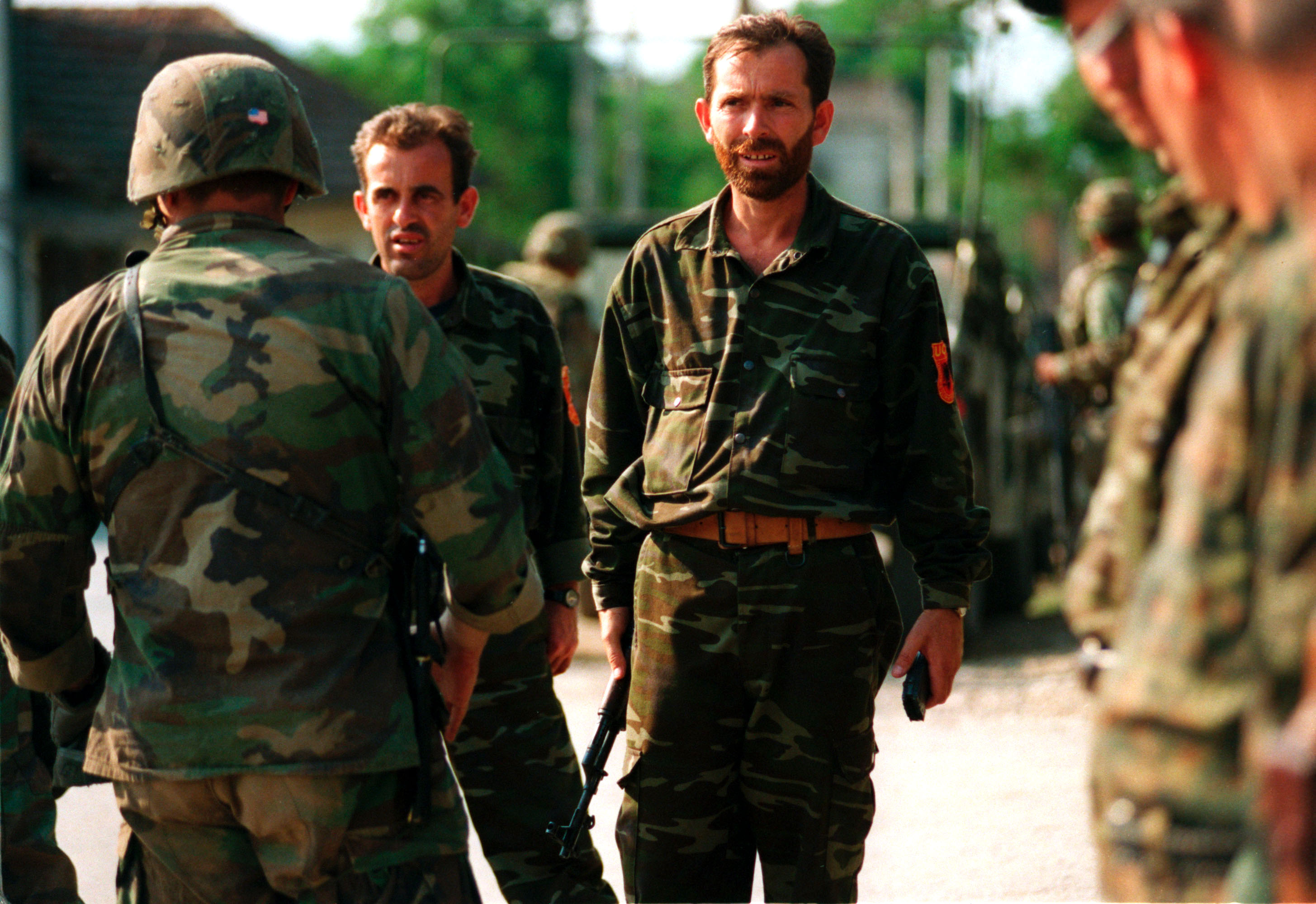
Soldater från UÇK möter amerikanska marinkåren.

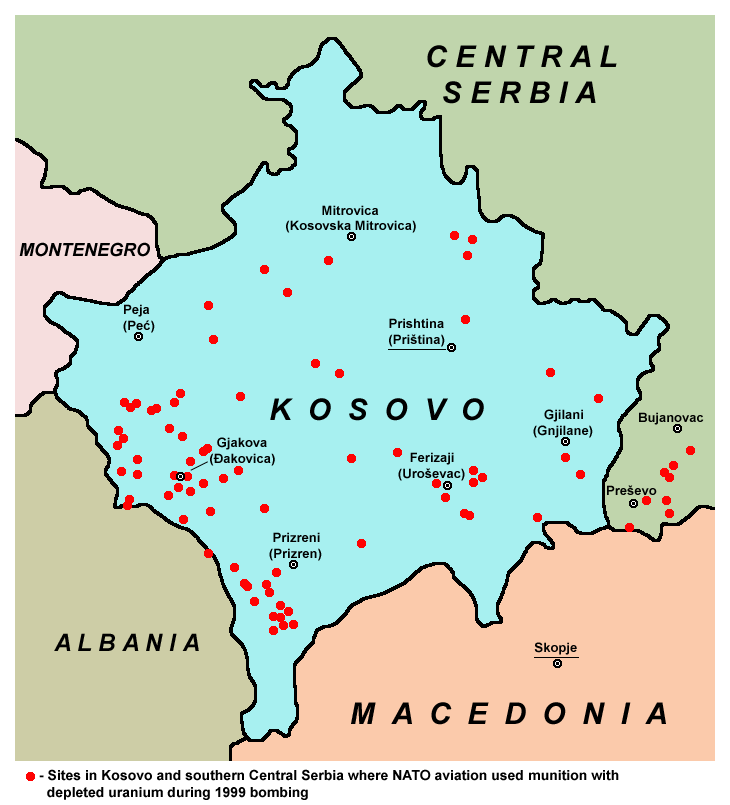

Kosovokriget (Kosovakriget) var det krig som från 22 april 1996 - 10 juni 1999 utkämpades i Kosovo och övriga delar av dåvarande Jugoslavien som en del av de jugoslaviska krigen. Mer än 13.000 civila dödades. Hälften av landets befolkning tvingades fly Kosovo. (ca 863 000).
År 1996 började gerillan UÇK attackera serbiska mål, vilket i sin tur ledde till hämnd från den serbiska polisen och senare, när konflikten ökade, började den jugoslaviska militären under ledning av den serbiske presidenten Slobodan Milošević inleda en attack mot gerillan. Krisen stegrade 1998 då striderna intensifierades när den serbiska militären och polisen attackerade Adem Jashari och hans släktgård den 28 februari 1998. Den 6 mars 1998 var attacken över och 56 personer hade då dödats av de serbiska styrkorna. Under våren 1998 mördades omkring 200 albaner av den serbiska säkerhetspolisen och militära styrkor.
Konflikten hade pågått sedan början av 1990-talet då Slobodan Milošević, den dåvarande presidenten i Serbien, tagit bort Kosovos autonomi, vilket provinsen haft i viss utsträckning sedan 1969(Fullständig autonomi erhölls 1974). Kosovoalbanerna protesterade och utropade den självständiga Republiken Kosovo, vilket dock bara erkändes av grannlandet Albanien, och vägrade samarbeta med myndigheterna. Milošević svarade med avskedandet av alla kosovoalbaner i kommunalt område och andra trakasserier, vilket ledde till våldsamheter mellan serbiska militärer och albanska invånare i Kosovo i mitten av 1990-talet.

### Pristina
År 1990 tog Slobodan Milošević, då Serbiens president, ifrån Kosovo dess autonomi för att öka den serbiska makten i området. Pristinas universitet sågs som ett nationalistiskt hot vilket ledde till att 800 lärare sparkades och 22 500 av de 23 000 studenterna suspenderades. Lärarna på mellan- och högstadiet nödgades att arbeta utan lön, annars skulle skolorna ha stängts. Alla albaner inom den offentliga sjukvården fick sparken. Arbetslösheten bland albanerna i Kosovo närmade sig 80 procent. I september 1991 kunde inte serbisk polis och paramilitära styrkor hindra genomförandet av en folkomröstning om Kosovos självständighet. Den organiserades av det upplösta parlamentet. 90 procent av de röstberättigade albanerna gick till valurnorna och 99 procent röstade för självständighet. De serbiska myndigheterna kunde inte heller hindra albanerna från att hålla val i maj 1992. Författaren Ibrahim Rugova valdes till president i Kosovo. Det valdes också ett parlament som försökte bygga upp en parallell administration vid sidan om den serbiska. År 1996 började albanska UÇK anfalla serbiska mål i Kosovo. Pristina var ändå relativt lugnt fram till mars 1999 då kriget i Kosovo bröt ut och undantagstillstånd infördes. Efter att Nato inledde bombningar av Serbien utbröt massivt våld i staden. Kombinationen av bombningarna och att jugoslaviska styrkor och paramilitärer trakasserade befolkningen gjorde att mellan 100 000 och 120 000 kosovoalbaner var tvungna att lämna Pristina. Natoledda KFOR fick ansvaret som fredsbevarande styrka då FN övertog administrationen av Kosovo 1999. Dock har de ej kunnat säkerställa skydd för den serbiska och romska civilbefolkningen. Före kriget bodde cirka 23 000 serber i Pristina, men dessa har sedan krigsslutet tvingats lämna staden och ej kunnat återvända av rädsla för hotet från albanska extremister.[källa behövs]

### Adem Jashari
Vid tre olika tillfällen så genomfördes väpnade attacker av serbiska statsstyrkor mot Prekaz. Den 28 februari 1998 inleddes kriget i Kosovo med en serbisk attack mot Adem Jashari och hans släktgård. Under denna inledning på kriget dödades Adem Jashari tillsammans med 56 familjemedlemmar, huvuddelen kvinnor och barn i en militär operation som kritiserats hårt för sitt brutala användande av övervåld. Operationen fick dock motsatt effekt för de serbiska säkerhetsstyrkorna. Istället för att krossa UCK så blev Adem Jashari martyr och hela Jasharisläkten en mytomspunnen legend och motståndssymbol bland Kosovos albaner och blev därmed en samlingspunkt för UCK och bidrog starkt till att gerillans stöd bland befolkningen växte lavinartat. Motståndsrörelsen växte från ett tiotal man snabbt upp till tusentals och senare tiotusentals soldater.

### Gjakova
Staden Gjakova var ett fäste för den albanska nationalismen. Under kriget 1999 blev staden hårt åtgången i striderna mellan UÇK och de serbiska och jugoslaviska paramilitära och militära grupperna. Fehmi Agani, född i Gjakova, var en kosovansk politiker och akademiker som mördades av serbiska styrkor i maj 1999.

### Izbica-massakern
Izbica-massakern är den största massakern under Kosovokriget som ägde rum den 28 mars 1999 i Drenica-regionen och begicks av serbiska paramilitärer mot 146 civila av albanskt ursprung.

### Klečkamassakern
Klečkamassakern var en händelse under Kosovokriget där albanska styrkor 1998 brutalt torterade och avrättade mer än 20 kidnappade civila serber och sedan brände deras kroppar i en kalkgrotta nära byn Klečka.

### Ljubenić-massakrerna
Ljubenić-massakrerna var en serie massmord som den serbiska statens styrkor begick mot civila kosovoalbaner. Den 25 maj 1998 föll 8 medlemmar av den albanska familjen Hamzaj offer för utomrättsliga avrättningar utförda av serbiska poliser. Den 1 april 1999 dödades 66 albanska män av serbiska styrkor.

### Massakern i Cuska
Massakern i Cuska (albanska: Masakra e Qyshkut) var en massaker på fyrtiofyra albanska civila som ägde rum den 14 maj 1999 i byn Qyshkut (serbiska: Cuska) i Kosovo, utförd av Jugoslaviens armé och frivillig serbisk milis från Bosnien. Byn hade 2 000 invånare, vilka blev tvungna att fly. De civila som tillfångatogs dödades genom automateld. Därefter brändes liken.

### Massakern i Podujevo
Massakern i Podujevo kallas den serbiska massakern i Podujevo på 14 kosovoalbanska civila, uteslutande kvinnor och barn, under Kosovokriget i mars 1999. Endast en överlevde händelsen, en flicka som då var 13 år. Flicka som överlevde fick stor medieuppmärksamhet och lyckades med hjälp av mänskliga rättighetsorganisationer fängsla två serbiska soldater som deltog i avrättningen.

### Natos flygbombningar av Jugoslavien 1999
Natos flygbombningar av Jugoslavien 1999 (kodnamn Operation Allied Force eller, av USA, Operation Noble Anvil) var NATO:s militära operation mot Jugoslavien under Kosovokriget. Anfallet pågick mellan 24 mars 1999 och 10 juni 1999. Det var andra gången som organisationen deltog i större stridigheter, första gången var Operation Deliberate Force 1995. Bombningarna ledde till tillbakadragandet av jugoslaviska soldater från Kosovo, skapandet av UNMIK, ett FN-uppdrag till Kosovo och slutligen avslutningen på Jugoslaviska krigen. Anfallet kritiserades för att det ledde till högt antal civila skador. Runt 500 civila dödades i anfallen.

#### Efterspel
Efter att ha avsatts en tid efter kriget ställdes Jugoslaviens president Slobodan Milošević i oktober 2001 inför rätta vid internationella krigsförbrytartribunalen för det forna Jugoslavien (ICTY) i Haag anklagad för krigsförbrytelser i Bosnien, Kroatien och Kosovo, men dog innan rättegången hann avslutas. Stora delar av den serbiska politiska och militära ledningen åtalades av ICTY för krigsförbrytelser i Kosovo, bland andra Serbiens president Milan Milutinović, inrikesministern Vlajko Stojiljković, premiärministern Nikola Šainović och försvarsministern Dragoljub Ojdanić. Åtalspunkterna var bland annat brott mot mänskligheten, mord och förföljelser.
Efter kriget i Kosovo så minskade den serbiska populationen i området dramatiskt. Idag uppskattas 120 000 serber leva i området, framförallt i de norra delarna (se Nordkosovo), där cirka 50 000 serber lever, drygt 60 000 lever också utspritt över serbiska enklaver så som Štrpce, Novo Brdo och Graçanica (se Serbiska enklaver i Kosovo). Utöver dessa lever uppskattningsvis 240 000 kosovoserber, kosovoromer och andra etniska minoriteter i övriga områden i Serbien som internflyktingar, av dessa antas minst 205 835 vara etniska serber. Ett antal på omkring 20 000 serber uppskattas också leva som internflyktingar inom regionen Kosovo.
Situationen för framförallt serber men även romer och goraner har sedan krigsslutet varit svår och man har med rasistiska motiv blivit diskriminerade från att ta del av sjukvård(även om det mestadels bedöms bero på att man inte är registrerade medborgare), bostadsmarknaden och annan samhällsservice. Även fysiskt våld har förekommit i form av överfall och mord, rån är dock det mest utbredda fenomenet som gruppen drabbas av. Många serbiska barn som lever i områden där de inte utgör majoritet går inte klart skolan och ofta beror detta på den diskriminering som finns i skolorna, det förekommer att serbiska barn blir utsatta för mobbning eller placeras i sär- och specialklasser trots att ingen relevant grund finns för omplaceringarna.
Enligt utländska NGO:er ska förstörelsen av Kosovos serbisk-ortodoxa kulturarv och andra kulturminneslämningar i form av historiska byggnader och kyrkor ha varit systematiskt. Av 34 angripna kloster och kyrkor från olika tidevarv ska fem ha varit från 1300-talet. Medeltidsstaden Prizren, som var aktuell att föras in på Unescos världsarvslista ska också ha förstörts, bland annat Den heliga jungfruns 1300-tals-kyrka. Detta är något KFOR-styrkorna har kritiserats för, eftersom dessa uppgett att skyddandet av liknande kulturminnen skall ha varit särskilt prioriterade. NGO:en Cultural Heritage Without Boarders är kritiska över att återuppbyggandet av minnesmärkena negligerats och menar att de nedbrunna kyrkorna är tragiska monument över förbrytelserna under Kosovokravallerna.
Serbiens nuvarande regering har sagt att Serbien inte kommer erkänna en självständighetsförklaring. Den 28 juni 2008 öppnade den serbiska minoriteten i Kosovo ett eget parlament i staden Mitrovica som en markering emot självständighetsförklaringen och för att bidra till samordning med Serbiens regering i Belgrad.

### Slutet
Kumanovo-fördraget, Jugoslaviska trupper dras tillbaka från Kosovo, Nato och FN går in med fredsbevarande styrkor.

## Konflikten i Makedonien 2001
Efter Jugoslaviens upplösning blev Makedonien ett av Europas fattigaste länder. I april 1992 införde landet sin egen valuta – den makedonska denaren (MKD). Under första halvan av 1990-talet befann sig den makedonska ekonomin i en djup kris. Till följd av det jugoslaviska inbördeskriget 1991 blev ekonomin ett orosmoment för Makedonien. Republiken hade tidigare varit kraftigt beroende av Jugoslavien, mer än av utländska marknader, och hade handelsavtal med landet. USA:s sanktioner mot Serbien bidrog till ökad ekonomisk oro och försvårade transporter av varor till Makedonien.
Konflikten i Makedonien syftar till den militära konflikt som rådde i Makedonien 2001. Den utspelades mellan albanska separatiststyrkor och makedonsk militär. De makedoniska styrkorna segrade i konflikten, som räknas som ett av de jugoslaviska krigen. 70 civila dödades. Konflikten pågick från januari 2001 ända fram till årsslutet. 70 000 tvingades fly sina hem. UÇK:s mål var inte att splittra Makedonien, utan att bedriva gerillakrig tills de hade vunnit sina basala rättigheter, tills de är accepterade som jämbördiga i Makedonien. Makedoniska slaviska armén angrep UÇK:s (Ushtria Çlirimtare Kombëtares) ställningar vid gränsen till Kosovo..

### Slutet
Ohridavtalet är ett ramavtal som undertecknades den 13 augusti 2001 av Makedoniens president Boris Trajkovski, etniska makedonska och etniska albanska politiska ledare ingående i den makedoniska regeringen samt företrädare för EU och USA. Avtalet framförhandlades i staden Ohrid med EU:s och USA:s hjälp och avslutade den väpnade konflikten i Makedonien. Överenskommelsen påkallade genomförande av konstitutionella och lagstiftnings- ändringar, som grund för förbättrade medborgerlig rättighet för minoritetsgrupper i landet, i synnerhet för den albanska befolkningen. Albanskan kom till att bli officiellt språk i Makedonien när konflikten avslutades.

#### Efterspel
Det konstaterades att mest skada mot civila vållades av den makedoniska armén samt makedoniska säkerhetsstyrkor. Albanskan kom till att bli officiellt språk i Makedonien när konflikten avslutades. Mindre konflikter, som oftast orsakats av kosovoalbanska separatister har skett i Västra Makedonien.

## Konflikten i södra Serbien 2001 (Preševodalen)
Konflikten i södra Serbien syftar på den militära konflikt som rådde i södra Serbien 2001 och räknas som ett av de jugoslaviska krigen. Händelsen nämns även som konflikten i Preševodalen. Konflikten startade sedan den albanska befolkningen i södra Serbien i skuggan av Kosovokriget startade en gerillarörelse, kallad UCPMB. UCPMB bildades efter samma mönster som de etniskt albanska gerillagrupperna UÇK i Kosovo och Makedonien. UCPMB hade som mål att ansluta de av albaner bebodda områdena i kommunerna Preševo, Bujanovac och Medveđa till Kosovo, som ställts under FN:s förvaltning, men som enligt säkerhetsrådets resolution 1244 fortfarande var under Serbiens suveränitet. Den albanska befolkningen brukar kalla detta område för Östkosovo. Efter Kosovokrigets slut uppfördes ett militärt skyddsområde runt Kosovo där jugoslavisk (nuvarande serbisk) militär inte fick agera utan endast hålla tyngre beväpnade polisenheter. UCPMB började 1999 angripa serbiska poliser och civila och konflikten fortskred under 2000 och början av 2001. Medlemmar från UÇK från Kosovo anslöt sig till UCPMB och upprättade snabbt baser i den demilitariserade säkerhetszonen. Angreppen fortskred och serbisk polis blev tvungen att stoppa sina patrulleringar i området. Även flera av de lokala albanska politiker som inte sympatiserade med UCPMB blev angripna. UCPMB:s och UÇK:s mål var att hålla ut i gränsområdena tills man kunde sluta samman områdena i södra Serbien och västra Makedonien till Kosovo och enas inom ett "Storalbanien". Men genom bristen på uppbackning från media var denna konflikt relativt okänd för omvärlden, som istället riktade sig den större konflikten i Makedonien. I början av 2001 insåg FN och NATO faran av gerillarörelsens attacker och tillät den 24 maj serbisk militär att gå in säkerhetszonen och återställa kontrollen. Samtidigt uppmanade NATO UCPMB i en uppgörelse att överlämna samtliga vapen och sluta bedriva militära aktioner i södra Serbien. 6 civila dödades, 18 polismän dödades och 37 civila skadades.

### Slutet
Serbisk seger, rebeller avväpnade

## Internationella styrkor
United Nations Protection Force (UNPROFOR) var den första fredsbevarande FN-styrkan i forna Jugoslavien under de jugoslaviska krigen. Den existerade från början av FN:s inblandning i februari 1992 till dess omstrukturering till andra styrkor i mars 1995. UNPROFOR verkade fram till Daytonavtalet fastslogs.
Som första svenska styrka anlände den 10 mars 1992 ett stab/tross-kompani med chef major Söderberg till Sarajevo, JK01. I januari 1993 sattes Nordbat upp (Nordic Battalion), ett samnordiskt förband bestående av ett mekaniserat skyttekompani från vardera Sverige, Norge och Finland samt ett gemensamt stab och trosskompani från dessa länder under ledning av Överste Jan-Gunnar Isberg och anlände till Makedonien (MA01).

### Svenska Bosnienbataljonerna och Nordbat
Svenska Bosnienbataljonerna var bataljoner av svenska soldater som verkade i olika fredsbevarande styrkor i Bosnien under perioden 1993–2000. Bataljonerna ingick mellan åren 1993 och 1995 i UNPROFOR och från 1995 till 2000 i IFOR/SFOR. Under insatsen omkom totalt sex svenska soldater i olyckor vid sex olika tillfällen.

### Nordbat 2
Nordbat 2 var den svensk-danska pansarskyttebataljonen som ingick i United Nations Protection Force (UNPROFOR). Från början ingick tre svenska pansarskyttekompanier, ett stab- och trosskompani, ett danskt stridsvagnskompani (DANSQN) och ett norskt fältsjukhus (NORMEDCOY) i denna bataljon vars första chef var överste Ulf Henricsson 1993-1994. En till BA01 nära kopplad norsk sjukvårdshelikopterenhet (NORHELIWING) ingick formellt inte i bataljonen, men fanns samgrupperad med det norska fältsjukhuset.

### Svenska insatsen i Makedonien
Svenska insatsen i Makedonien genomfördes under två olika FN-mandat. Dels under mandatet som gällde för United Nations Protection Force och sedermera mandatet för United Nation Preventive Deployment Force. Den svenska insatsen i Makedonien bestod av stabspersonal och en skyttepluton inom den nordiska enheten. Under MA01-MA03 ingick även ett skyttekompani. Under pågående mission (MA03) överfördes kompaniet till BA 02 och omgrupperade till Tuzla Airbase. MA01-MA06 var Sveriges truppbidrag i United Nations Protection Force. MA07 var det första bidraget till United Nation Preventive Deployment Force som skapades efter att Daytonavtalet avslutat insatsen UNPROFOR. Insatsen med MA13 avslutades i förtid efter diplomatiska förvecklingar mellan Kina och Makedonien rörande Makedoniens nystartade diplomatiska kontakter med Taiwan. Detta föranledde ett veto i FN:s säkerhetsråd i februari 1999. MA13 och UNPREDEP avvecklades under mars och april 1999 efter att något nytt mandat i Förenta nationerna ej hade kunnat skapas.

### Svenska Kosovostyrkan
Svenska Kosovostyrkan var en svensk fredsbevarande styrka i Kosovo. Uppdraget påbörjades i juni 1999. Svenska Kosovostyrkan ingår i KFOR. De fredsbevarade enheten går från Kosovo KS01 till Kosovo KS27. Flera tusen svenska män och kvinnor har tjänstgjort efter krigsslutet vid KFOR-styrkan. Varje bataljon mellan 1999 och 2004 bestod av cirka 700 soldater. Några kilometer utanför huvudstaden Pristina, i byn Ajvalia, låg Camp Victoria. Det var en stor svenskbyggd militärförläggning baserad på en tidigare bas för de jugoslaviska inrikestrupperna MUP. 2011 avvecklades Camp Victoria.

### Kosovo Force
Kosovo Force (KFOR) är en NATO-ledd internationell fredsstyrka, vars uppgift är att upprätthålla fred och allmän säkerhet i Kosovo. Nato har haft trupper i landet sedan den 12 juni 1999. Som mest tjänstgjorde 50 000 man från olika nationer. Trupperna sattes in sedan Kosovo lidit stora humanitära kriser. Nära en miljon kosovoalbaner lämnade provinsen som flyktingar.

### UNATES
United Nations Transitional Administration for Eastern Slavonia, Baranja and Western Sirmium (UNTAES) (svenska: FN:s övergångsadministration för östra Slavonien, Baranja och västra Srijem),var en av FN utsänd fredsbevarande styrka och övergångsadministration som verkade i östra Kroatien 1996-1998. Missionen fick sitt mandat av FN:s säkerhetsråd och resolution 1037 som antogs av rådet den 15 januari 1996.

## Internationella krigsförbrytartribunalen för det forna Jugoslavien
Internationella krigsförbrytartribunalen för det forna Jugoslavien (ICTY) är en domstol i Haag i Nederländerna som har till uppgift att åtala och rannsaka misstänkta krigsförbrytare från det forna Jugoslavien. Tribunalen upprättades 1993 av FN:s säkerhetsråd med stöd av VI kap, artiklarna 36 och 37, FN-stadgan..
Tribunalen dömer enskilda personer som begått krigsförbrytelser i det tidigare Jugoslavien sedan 1991. Tribunalen har sitt säte i Aegonpalatset i Haag och har hittills väckt åtal mot 161 soldater, generaler och politiska ledare. 120 anklagade har hittills fått sin dom, däribland den bosnienserbiska presidenten Biljana Plavšić som avtjänat sitt straff på svenska fängelset Hinseberg. I Haag stod även den före detta presidenten i Serbien, Slobodan Milošević, åtalad för brott mot mänskligheten och krigsförbrytelser.

### Åtalade (litet urval)
- Rahim Ademi – kroatisk general
- Milan Babić – serbisk politiker  († 5 mars 2006)
- Tihomir Blaškić – kroatisk general
- Slavko Dokmanovic – kroatienserbisk politiker
- Vlastimir Đorđević – serbisk general
- Ante Gotovina – kroatisk general, frikänd
- Goran Jelisić – serb
- Dragan Jokić – bosnienserb
- Radovan Karadžić – montenegrin,  tidigare president för Republika Srpska
- Momčilo Krajišnik – bosnienserb,  tidigare premiärminister i Republika Srpska
- Milan Milutinović – serb,  president i Serbien 1998-2002, frikänd
- Dragomir Milošević – bosnienserb
- Slobodan Milošević – serb,  Jugoslaviens president, Serbiens president († 11 mars 2006)
- Ratko Mladić – bosnienserb,  general
- Biljana Plavšić – bosnienserb,  tidigare president för Republika Srpska
- Vojislav Šešelj – serb, frikänd
- Sefer Halilović – bosnier, frikänd
- Zoran Ristic – serb

## Beteckning
- Balkankrigen eller Balkankriget används ibland som en felaktig beteckning för de jugoslaviska krigen. Balkankrigen omfattade Balkanhalvön medan de jugoslaviska krigen omfattade endast länderna i forna Jugoslavien.